# Проточи
Проточи (укр. Проточі) — село, Зорянский сельский совет, Царичанский район, Днепропетровская область, Украина.
Код КОАТУУ — 1225681305. Население по переписи 2001 года составляло 248 человек.

## Географическое положение
Село Проточи находится в месте пересечения канала Днепр — Донбасс и нового русла реки Орель, ниже по течению реки на расстоянии в 2,5 км расположено село Гречаное (Петриковский район), на противоположном берегу канала — село Могилёв.
Рядом проходит автомобильная дорога Т-0412.